# Lakshya Sen

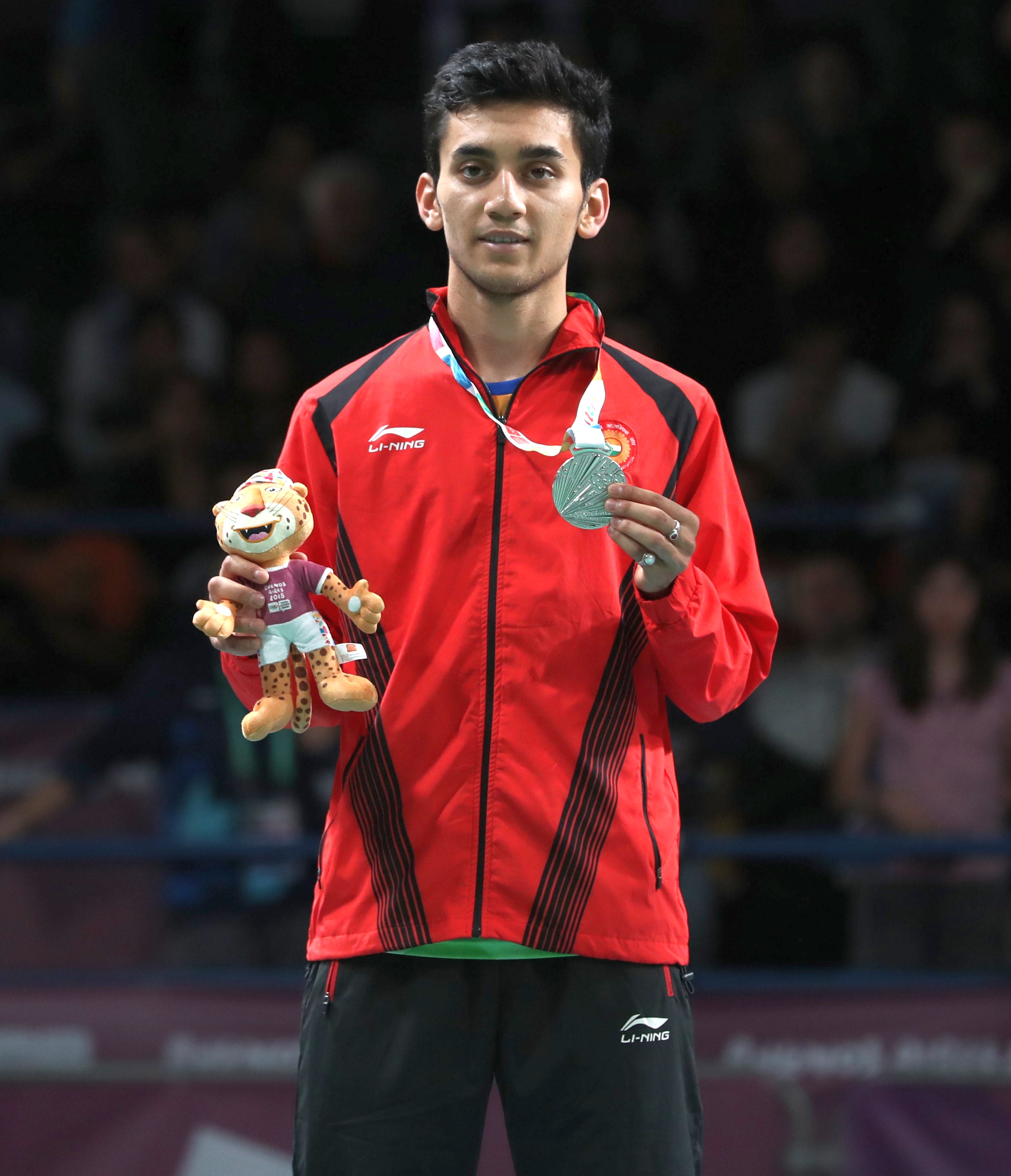
Lakshya Sen bei der Siegerehrung der Olympischen Jugend-Sommerspiele 2018 in Buenos Aires

Lakshya Sen (* 16. August 2001 in Almora, Uttarakhand) ist ein indischer Badmintonspieler.

## Karriere
Sen begann mit vier Jahren bei einem Verein in Almora Badminton zu spielen und wurde von seinem Vater trainiert. Als er neun Jahre alt war, trat er gemeinsam mit seinem älteren Bruder Chirag Sen der Prakash Padukone Badminton Academy bei. Nachdem er in den Vorjahren bereits Juniorenturniere gewonnen hatte, feierte Sen 2016 erste Erfolge, als er bei den Juniorenasienmeisterschaften die Bronzemedaille erspielte und sich bei der India International Series gegen den Malaysier Lee Zii Jia durchsetzte. Im folgenden Jahr verteidigte er seinen Titel bei der India International Series, triumphierte bei den Bulgaria Open und erreichte das Endspiel der Tata Open India International Challenge. Bei den Indischen Meisterschaften wurde er Zweiter. In seinem letzten Jahr als Juniorenspieler wurde er bei den Juniorenweltmeisterschaften Dritter und siegte als zweiter Inder bei den Juniorenasienmeisterschaften. Außerdem vertrat er Indien bei den Olympischen Jugend-Sommerspielen in Buenos Aires. Im Herreneinzel zog Sen ins Finale ein, in dem er gegen den Chinesen Li Shifeng unterlag. Im Mannschaftswettkampf, in dem gemischte Mannschaften verschiedener Nationen antraten, wurde er mit seinem Team Olympiasieger. Bei den Erwachsenen erspielte er bei den Tata Open India International den Titel gegen Kunlavut Vitidsarn. 2019 zog Sen in die Finalspiele der Polish Open und der nationalen Titelkämpfe ein und siegte bei den Belgian International, den Scottish Open und den Bangladesh International. Des Weiteren war er mit seinen Siegen bei den Dutch Open und den SaarLorLux Open erstmals bei Wettbewerben der BWF World Tour erfolgreich. Im nächsten Jahr erspielte Sen mit dem Herrenteam der indischen Nationalmannschaft bei der Asienmeisterschaft die Bronzemedaille. 2021 erreichte er das Endspiel der Dutch Open und wurde bei den Weltmeisterschaften in Huelva Dritter. Im folgenden Jahr triumphierte Sen bei den India Open und wurde bei den German Open und den All England Open 2022 Vizemeister. Außerdem triumphierte der Inder bei den Commonwealth Games in Birmingham im Herreneinzel, während er mit dem Team die Silbermedaille erspielte.

## Sportliche Erfolge
| Jahr | Veranstaltung                                | Platz | Disziplin    |
| ---- | -------------------------------------------- | ----- | ------------ |
| 2014 | Swiss Juniors 2014                           | 1.    | Herreneinzel |
| 2015 | Indian Juniors 2015                          | 1.    | Herreneinzel |
| 2016 | India International 2016                     | 1.    | Herreneinzel |
| 2016 | Juniorenasienmeisterschaft 2016              | 3.    | Herreneinzel |
| 2017 | German Juniors 2017                          | 2.    | Herreneinzel |
| 2017 | India International 2017                     | 1.    | Herreneinzel |
| 2017 | Bulgaria Open 2017                           | 1.    | Herreneinzel |
| 2017 | Tata Open India International Challenge 2017 | 2.    | Herreneinzel |
| 2017 | Indische Meisterschaft 2017                  | 2.    | Herreneinzel |
| 2018 | Tata Open India International Challenge 2018 | 1.    | Herreneinzel |
| 2018 | Juniorenweltmeisterschaft 2018               | 3.    | Herreneinzel |
| 2018 | Juniorenasienmeisterschaft 2018              | 1.    | Herreneinzel |
| 2018 | Olympische Jugend-Sommerspiele 2018          | 2.    | Herreneinzel |
| 2018 | Olympische Jugend-Sommerspiele 2018          | 1.    | Mannschaft   |
| 2018 | Indische Meisterschaft 2018                  | 3.    | Herreneinzel |
| 2019 | Polish Open 2019                             | 2.    | Herreneinzel |
| 2019 | Belgian International 2019                   | 1.    | Herreneinzel |
| 2019 | Scottish Open 2019                           | 1.    | Herreneinzel |
| 2019 | Bangladesh International 2019                | 1.    | Herreneinzel |
| 2019 | Dutch Open 2019                              | 1.    | Herreneinzel |
| 2019 | SaarLorLux Open 2019                         | 1.    | Herreneinzel |
| 2019 | Indische Meisterschaft 2019                  | 2.    | Herreneinzel |
| 2020 | Asienmeisterschaft 2020                      | 3.    | Mannschaft   |
| 2021 | Dutch Open 2021                              | 2.    | Herreneinzel |
| 2021 | BWF World Tour Finals 2021                   | 3.    | Herreneinzel |
| 2021 | Weltmeisterschaft 2021                       | 3.    | Herreneinzel |
| 2022 | India Open 2022                              | 1.    | Herreneinzel |
| 2022 | German Open 2022                             | 2.    | Herreneinzel |
| 2022 | All England 2022                             | 2.    | Herreneinzel |
| 2022 | Commonwealth Games 2022                      | 1.    | Herreneinzel |
| 2022 | Commonwealth Games 2022                      | 2.    | Mannschaft   |